# 선한 목자

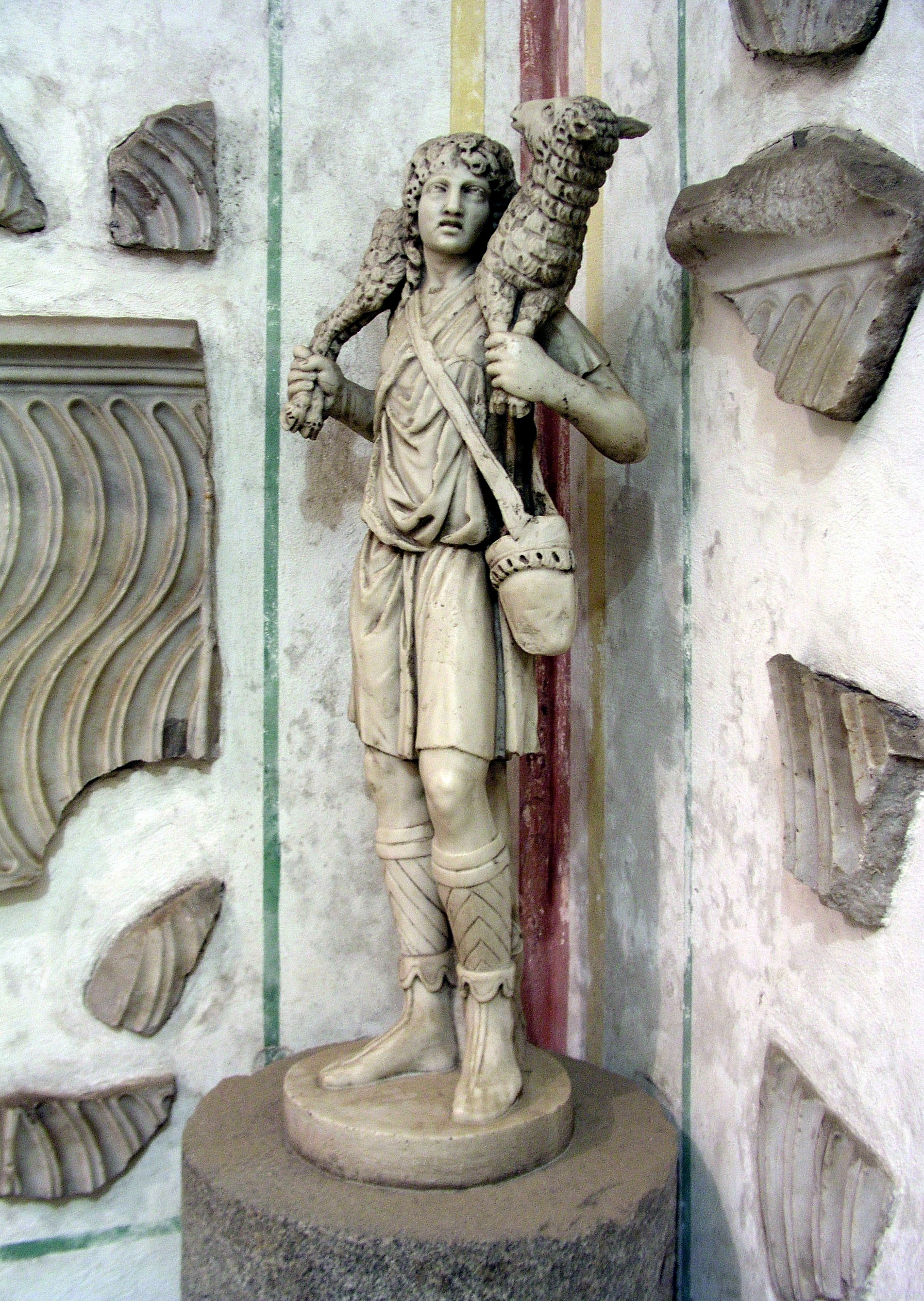
선한 목자, c. 300–350, 로마 도미틸라 카타콤베에서

선한 목자(그리스어: poimḗn ho kalós)는 요한복음 10:1-21의 대목에서 예수가 자신을 가리킬 때 사용한 형상이며 여기서 예수 그리스도는 양들을 위해 자신의 목숨을 바치는 선한 목자로 묘사된다. 비슷한 이미지가 시편 23편과 에스겔 34:11-16에도 사용되며 선한 목자는 신약의 다른 부분들, 즉 히브리서, 베드로전서, 요한계시록에서도 등장한다.

## 본문
요한복음에서 예수는 요한복음 10:11과 10:14에서 “나는 선한 목자이다”라고 말한다.
"'나는 선한 목자라.
선한 목자는 양들을 위하여 목숨을 버리거니와 삯꾼은 목자가 아니요 양도 제 양이 아니라. 
이리가 오는 것을 보면 양을 버리고 달아나나니 이리가 양을 물어 가고 또 헤치느니라.
달아나는 것은 그가 삯꾼인 까닭에 양을 돌보지 아니함이나 나는 선한 목자라.
나는 내 양을 알고 양도 나를 아는 것이 아버지께서 나를 아시고 내가 아버지를 아는 것 같으니 나는 양을 위하여 목숨을 버리노라.
또 이 우리에 들지 아니한 다른 양들이 내게 있어 내가 인도하여야 할 터이니 그들도 내 음성을 듣고 한 무리가 되어 한 목자에게 있으리라.
내가 내 목숨을 버리는 것은 그것을 내가 다시 얻기 위함이니 이로 말미암아 아버지께서 나를 사랑하시느니라.

이를 내게서 빼앗는 자가 있는 것이 아니라 내가 스스로 버리노라. 나는 버릴 권세도 있고 다시 얻을 권세도 있으니 이 계명은 내 아버지에게서 받았노라' 하시니라."— 요한복음 10:11–18

이 본문은 요한복음에서 유대인 청중의 분쟁을 일으키는 여러 부분 중 하나이다.
예수 그리스도를 목자에 비유하는 다른 구절들은 다음과 같다. 마태복음 2:6, 9:36, 25:32, 26:31, 마가복음 6:34, 14:27, 요한복음 10:2, 히브리서 13:20, 베드로전서 2:25, 5:4, 요한계시록 7:17.

## 같이 보기
- 나는
- 하느님의 어린 양
- 신약 속 예수의 이름과 호칭
- 잃어버린 양의 비유